# Zaleptus
Genre
Zaleptus est un genre d'opilions eupnois de la famille des Sclerosomatidae.

## Distribution
Les espèces de ce genre se rencontrent en Asie du Sud-Est, en Asie du Sud, en Asie de l'Est et en Océanie.

## Liste des espèces
Selon World Catalogue of Opiliones (16/05/2021) :
- Zaleptus albimaculatus Roewer, 1955
- Zaleptus albipunctatus Suzuki, 1977
- Zaleptus annulipes Banks, 1930
- Zaleptus assamensis Roewer, 1955
- Zaleptus ater Suzuki, 1977
- Zaleptus aureolus Suzuki, 1969
- Zaleptus auropunctatus Roewer, 1955
- Zaleptus biseriatus Roewer, 1910
- Zaleptus caeruleus Roewer, 1910
- Zaleptus cinctus Roewer, 1923
- Zaleptus cochinensis Roewer, 1955
- Zaleptus crassitarsus Suzuki, 1977
- Zaleptus festivus Thorell, 1889
- Zaleptus gravelyi Roewer, 1955
- Zaleptus gregoryi Roewer, 1955
- Zaleptus heinrichi Roewer, 1955
- Zaleptus hoogstraali Suzuki, 1977
- Zaleptus indicus Roewer, 1929
- Zaleptus jacobsoni Roewer, 1923
- Zaleptus lugubris (Thorell, 1889)
- Zaleptus luteus Roewer, 1931
- Zaleptus lyrifrons Roewer, 1955
- Zaleptus marmoratus Roewer, 1910
- Zaleptus mertensi (Roewer, 1955)
- Zaleptus mjobergi (Banks, 1930)
- Zaleptus niger Roewer, 1955
- Zaleptus occidentalis Roewer, 1955
- Zaleptus ornatus Suzuki, 1977
- Zaleptus perakensis Roewer, 1955
- Zaleptus piceus Roewer, 1911
- Zaleptus popalus (Roewer, 1955)
- Zaleptus pretiosus Roewer, 1955
- Zaleptus pulchellus Banks, 1930
- Zaleptus quadricornis (Thorell, 1891)
- Zaleptus quadrimaculatus Suzuki, 1972
- Zaleptus ramosus Thorell, 1891
- Zaleptus richteri (Roewer, 1955)
- Zaleptus rufipes Roewer, 1955
- Zaleptus scaber Roewer, 1935
- Zaleptus shanicus Roewer, 1955
- Zaleptus siamensis Roewer, 1955
- Zaleptus simplex Thorell, 1891
- Zaleptus spinosus Roewer, 1910
- Zaleptus splendens Roewer, 1911
- Zaleptus subcupreus Thorell, 1889
- Zaleptus sulphureus Thorell, 1889
- Zaleptus thorellii With, 1903
- Zaleptus trichopus Thorell, 1876
- Zaleptus tricolor Roewer, 1955
- Zaleptus unicolor Roewer, 1923
- Zaleptus validus Roewer, 1955
- Zaleptus vanstraeleni Giltay, 1930
- Zaleptus vigilans (With, 1903)
- Zaleptus viridis Roewer, 1929
- Zaleptus werneri Suzuki, 1977
- Zaleptus yodo Roewer, 1955
- Zaleptus zilchi (Roewer, 1955)

## Publication originale
- Thorell, 1876 : « Descrizione di alcune specie di Opilioni dell' Arcipelago Malese appartenenti al Museo Civico di Genova. » Annali del Museo Civico di Storia Naturale di Genova, vol. 9, p. 111–138 (texte intégral).